# Le Click
Le Click fue un dúo de Eurodance creado en Alemania por el productor discográfico, Frank Farian. El dúo estuvo compuesto por la cantante sueca Kayo Shekoni y el rapero Robert Haynes. En el Reino Unido, Le Click está considerado como one-hit wonders.

## Carrera
El disco se grabó en Alemania con la discográfica Logic Records en  1993 y se lanzó al mercado en 1994
El debut de Le Click en los Estados Unidos fue en 1995 con la canción "Tonight is the Night" (la que incluye a Melanie Thornton de La Bouche en la voz y que además, fue incluido en la edición estadounidense del disco doble platino Sweet Dreams de este último grupo). Su siguiente sencillo, "Call Me" de 1997, alcanzó el puesto nº35 en el Billboard Hot 100 así como también el n.º 4 en el Billboard Hot Dance Club Play. La canción también consiguió llegar al puesto #38 en el UK Singles Chart. Le siguió el sencillo "Don't Go", que obtuvo el puesto nº62 en el Billboard Hot 100 y el 19 en el Billboard Dance Club Play. Su álbum debut, Tonight is the Night ingresó en el puesto nº49 en el Heatseekers.
Shekoni, la voz principal, ya era una artista establecida en su natal Suecia, y desde ese entonces ha tenido una exitosa carrera televisiva. Ella ha lanzado dos álbumes como solista y varios sencillos en su país, tanto en inglés como en sueco. En 1998, lanzó la canción "If I Can't Have You" junto a LFO. Shekoni participó en el Festival de la Canción de Eurovisión 2002 formando parte del grupo Afro-dite, con la canción "Never let it go". Su más reciente sencillo fue lanzado en 2006, y se titula "(If It Makes You) Feel Good".

## Discografía

### Álbumes de estudio
| Tonight is the Night                   | - Fecha de lanzamiento: 29 de julio de 1997 - Discográfica: RCA Records - Formatos: CD | 95 | 49 |
| "—" denota que no entró en las listas. |                                                                                        |    |    |

### Sencillos
| 1995                                   | "Tonight is the Night"      | 68 | 22 | 4 | —  | Tonight is the Night |
| 1997                                   | "Call Me"                   | 35 | 4  | 1 | 38 | Tonight is the Night |
| 1997                                   | "Don't Go"                  | 62 | 19 | 4 | —  | Tonight is the Night |
| 1997                                   | "Heaven's Got to Be Better" | —  | —  | — | —  | Tonight is the Night |
| "—" denota que no entró en las listas. |                             |    |    |   |    |                      |

### Vídeos musicales
| Año  | Sencillo               | Director     |
| ---- | ---------------------- | ------------ |
| 1995 | "Tonight is the Night" |              |
| 1997 | "Call Me"              | Thomas Job   |
| 1997 | "Don't Go"             | Jesse Vaughn |